# 夏家店下層文化
夏家店下層文化為中国重要古文化之一，屬於遼河文明。該文化遺址因在赤峰市夏家店發現，依照考古慣例，以發現處所為名。另外，此於1959年發現的遺跡，之所以命名為「下層文化」，乃是為了同樣在夏家店垂直出現，但年代稍晚的夏家店上層文化相區隔。

## 年代范围
夏家店下層文化，是為公元前20世紀–前14世紀之青銅文化。该地区在新石器时代曾存有著名的红山文化，但夏家店文化并非其直接继承者，红山文化的直接继承者小河沿文化族群在向西向南迁徙，与蒙古高原南部已掌握了简单青铜技术的马家窑文化有所接触，公元前22世纪青铜技术开始由西往东传入燕山南北，结合当地土著原有的新石器文化，就形成了夏家店下层文化。

## 分布地域
夏家店下層文化分布地點以遼河上游一帶为中心，西起蒙古高原，北至西拉木伦河，东至医巫闾山，向南传播至辽西大、小凌河一带，燕山地带。

## 内部类型
夏家店下層文化（Lower Xiajiadian Culture）可基本分为燕山南北两大类型，以及西部的壶流河类型，其中燕北辽西类型是核心，但晚期则逐渐向燕山南麓转移。壶流河类型与燕南类型更为接近，也受相邻的晋中南地区文化影响。

## 文化特征
夏家店下層文化是该地区最早的青铜器出现时期，以环首刀等兵器为主，并有明显地方特色的金器，以喇叭口状耳环、指环、金臂钏为主。陶器以青灰色為主，手製泥條組成，其燒製火候較高。2005年11月，該地點還發現下層文化已有專門製造陶器的窯。另外，也有该地区传统的玉器饰品。在建筑方面在燕山以北多有石构的城堡与民居，燕山以南建筑较为原始。

## 外部参考
- 林沄《夏代的中国北方系青铜器》
- 徐昭峰《夏家店下层文化类型辨析——基于二里头文化类型的对比研究》 2010-03-10 东北史地
- 王志丽《夏家店下层文化族属研究综述》 2008-09-25 赤峰学院学报
- 付琳 王立新. 2015. 夏家店下層文化消亡後的遼西 . 考古（總 935）, 第８ 期: 89-102頁
- 《商先起源于幽燕说》作者干志耿、李殿福、陈连开，《历史研究》1985年第5期